# Сементовский, Константин Максимович
Константин Максимович Сементовский (Сементовский-Курилло; Сементовский-Курило) (1823—1902) — малороссийский российский писатель, историк, краевед, этнограф, фольклорист; действительный статский советник, производитель дел Комиссии Прошений в канцелярии статс-секретаря Его Величества.

## Биография
Константин Максимович Сементовский, младший из трёх братьев, родился в августе 1823 года в д. Семеногорка (ныне — Червоногорка, в составе Ирклиевского сельсовета) в Золотоношском уезде Полтавской губернии. Отец — полтавский дворянин, врач Максим Филиппович Сементовский-Курилло.
После окончания Лицея Князя Безбородко в 1839 году вступил, в канцелярию Черниговского, Полтавского и Харьковского генерал-губернатора.
Служба Сементовского в Харькове началась под счастливыми предзнаменованиями для будущих его литературных занятий. Она сблизила его с даровитым народным малороссийским писателем Григорием Фёдоровичем Квиткой, более известным в России под своим псевдонимом «Грицко Основьяненко», профессорами университета И. И. Срезневским, впоследствии академиком Императорской Академии Наук и А. Л. Метлинским, писавшим под псевдонимом Амвросия Могилы , Н. И. Костомаровым, писавшим тогда своего знаменитого " Богдана Хмельницкого " и другими знатоками и любителями малороссийской истории и этнографии. В ту пору Императорское Географическое Общество ещё не существовало и, следовательно, не было центра, к которому бы стремились труды, изыскания и вообще учёные занятия, имевшие целью изучение России; но, несмотря на это, между названными нами лицами существовало единство направления, сближавшее их для общего любимого труда. У каждого, поочерёдно, собирался дружеский кружок для учёной беседы, для взаимной помощи советом и знаниями, причём все дружно и неутомимо трудились на пользу науки.
Вскоре после прибытия Сементовского в Харьков, он напечатал в «Молодике» на 1843 год, издававшемся Бецким, первую свою статью, под заглавием: «Очерк малороссийских поверий и обычаев, относящихся к праздникам». Но статья эта была только введение к более значительному труду, появившемуся в том же году в журнале «Маяк», под заглавием: « Замечания о праздниках у малороссиян» с весьма любопытными замечаниями и дополнениями Срезневского, Метлинского и Костомарова. Статьёй этой впоследствии многие пользовались повторяя сказанное в ней с лёгкими изменениями и добавками. В то же время он напечатал в «Маяке» статью «Ещё вот как думают областяне» в опровержение мнений «Отечественных Записок» о малорусском языке и литературе, и критический разбор сочинений Костомарова: драмы «Переяславская ничь» и диссертации «Об историческом значении русской народной поэзии». По смерти Квитки, Сементовский поместил в «Москвитянин» 1843 года его биографию, которая также служила впоследствии многим источником и материалом для появившихся впоследствии его жизнеописаний.
В 1847 году Сементовский, назначенный старшим чиновником для особых поручений при Орловском губернаторе, должен был покинуть Харьков-и перемена мест остановила, по-видимому, литературную его деятельность. Он хотя и не оставлял своих этнографических трудов, тщательно собирал малорусские и галицкие загадки, что видно из предисловия при издании их в Киеве, в 1851 году, братом его Александром Максимовичем, но ничего более не печатал. В 1849 году он был назначен правителем канцелярии Таганрогского градоначальника. В этом же году он прислал в С.-Петербургское Географическое Общество любопытную статью: « О характерниках и малорусских заговорах против пули», за которое Общество изъявило ему искреннюю признательность. В 1853 году Константин Максимович независимо от должности правителя канцелярии, назначен был членом Таганрогского Совета Приказа Общественного призрения и тамошнего Попечительного Комитета о Тюрьмах, но в 1854 году он оставил службу в Таганроге и переехал в Петербург, где в декабре 1855 года, вступил в канцелярию статс-секретаря, у принятии прошений, на Высочайшее имя приносимых.
Начавшееся у нас вскоре после этого экономическое движение, вызвавшее учреждение банков, образование разных промышленных и торговых компаний, устройство железных дорог и прочее незамедлило вовлечь Сементовского в свою сферу. В 1858 году учредилась в С.-Петербурге Амурская Компания, предположившая себе целью развитие пароходства, а с ним разных промыслов и торговли во вновь приобретённом около того же времени, от Китая, Приамурском крае, а также в Камчатке, Японии и Китае. Сементовскому было предложено и принято им управление делами Правления компании, образовавшегося в С.-Петербурге. Обязанность эта, лежавшая на нём до половины 1861 года, практически ознакомила его со многими сторонами торговой и промышленной деятельности нашей и приковала его внимание к экономическим вопросам. Это отразилось и на учёно-литературной деятельности его, которая продолжала интересовать Константина Максимовича, несмотря на служебные занятия. Начавшееся в 1858 году участие его в «Журнале для акционеров», с 1865 года переносится в экономический орган «Биржевые ведомости» . В этой газете 1865, 1866, 1867 и 1869 годов очень многие передовые статьи и не мало статей в обоих отделах её самого разнообразного содержания, экономического и политического, принадлежат Сементовскому. Позднее участие это стало уменьшаться, так как изменившееся служебное положение, а именно назначение Сементовского производителем дел Комиссии Прошений, потребовало от него усиленной работы и не давало уже ему достаточного досуга для иных занятий. В какой мере служба Сементовского была полезна и ценима, видно из целого ряда полученных им Высочайших наград. Так, за отличие, в 1857 году он произведён был в надворные советники, в 1859 — пожалован кавалером ордена Св. Станислава 2-й степени, в 1863-орденом Св. Анны 2-й степени, в 1867 году- орденом Св. Владимира 3-й степени, в 1868 году- назначен производителем дел Комиссии Прошений, в 1869 году — пожалован в действительные статские советники и наконец, в 1871 году- орденом Св. Станислава 1-й степени. Но неразлучный с усиленными трудами образ жизни при пятидесятилетнем возрасте, развил в нём сильное болезненное состояние, что он почувствовал необходимость хотя на время удалиться на покой и 23-го декабря 1873 года, по прошению его, за болезнью, был уволен от службы, с пенсею. Отдохновение возвратило ему некоторые силы и с 1875 года он уже является на новом поприще. При учреждении в этом году, по высочайшему повелению, опекунского управления над имуществом и делами наследников Д. Е. Бернардаки, в состав трёх опекунов, одного по избранию наследников, другого по избранию кредиторов и третьего — по выбору двух первых, Сементовский вошёл в состав этого управления в качестве опекуна по избранию наследников. Громадный долг в сумме около 15 000 000 рублей серебром, при соответственном тому имуществе, состоящем из заводов горных, механических и других, из имений хлебопашенных и лесных, домов в С.-Петербурге, золотых приисков и прочее, при крайней запутанности дел, требовали от опекунского управления не мало разнообразных способностей и усиленного труда; тем не менее, сколько слышно, ликвидация долгов и в то же время устройство дел идёт успешно.
Автор статьи : Н.Гербель. 1881 год.

## Хронология биографии
- 1823 год — Сементовский К. М., родился в селе Семеногорка, Золотоношского уезда, Полтавской губернии (ныне в составе села Ирклиев, Чернобаевского района, Черкасской области).
- 1839 год — Сементовский К. М. окончил Нежинский физико-математический факультет Лицея Князя Безбородко .
- С 1840 года, 29 ноября, Сементовский К. М. , по окончании курса наук в Нежинском Лицее Князя Безбородко, вступил в службу с чином 14 класса, Коллежский регистратор, в канцелярию Черниговского, Полтавского и Харьковского Генерал-Губернатора.
- 1841 года, 30 апреля, указом правительствующего Сената утверждён в чине Коллежского Регистратора со старшинством со дня поступления в действующую службу.
- 1843 года, 29 августа, по представлению Генерал-Губернатора Генерал-Адъютанта Князя Долгорукова и по положению Комитета Господ Министров ВСЕМИЛОСТИВЕЙШЕ пожалован за отлично-усердную службу в Губернские Секретари.
- 1844 года, 9 августа, назначен Помощником Секретаря Канцелярии Генерал-губернатора.
- 1845 года, 12 декабря, определён Секретарём Канцелярии Генерал-губернатора.
- 1846 года, 29 января, произведён в Коллежские секретари со старшинством.
- 1846 года, 22 июня, возложено было на Сементовского ведение дел по Высочайше утверждённым в Малороссийских губерниях сборам хлеба за недоимку на текущее довольствие и другие потребности войск действующей Армии.
- 1846 года, 13 декабря, поручено делопроизводство по бывшему Совещательному Комитету о введении в местах вольной продажи вина акциза с него взамен винокуренной пошлины.
- 1847 года,14 августа, определён Старшим Чиновником особых поручений при Орловском Гражданском Губернаторе.
- 1847 ноябрь-декабрь, исполнял должность Советника в Орловском Губернском Правлении по 2-му Отделению с 20-го Октября по 4 Ноября и по 1-му Отделению с 26 Ноября по 10 Декабря 1847 года.
- С 1847 года — Сементовский К. М. действительный член Русского географического общества.
- 1847 год — Сементовский К. М., назначен старшим чиновником для особых поручений при Орловском губернаторе.
- С 1847 года по 1849 год — Сементовский К. М. чин по особым поручениям при Орловском губернаторе.
- С 13 Марта по 23 Августа 1848 г. присутствовал в Военно-Судной Комиссии по ВЫСОЧАЙШЕМУ повелению учреждённой при 4-м Батальоне Тульского Егерского полка по делу о пожаре в доме Пальцовых в г. Орле.
- С 6 по 17 Сентября 1848 г. состоял в распоряжении Члена Совета Министерства Внутренних Дел, Действительного Статского Советника Журавлёва, командированного в Орловскую губернию для изысканий по случаю частых пожаров, происходивших в течение лета 1848 г.
- 30 июля 1848 года, за полезные труды и особую деятельность в успешном производстве хлебных за недоимку сборов в Малороссии объявлено ему ВЫСОЧАЙШЕЕ благоволение.
- 8 апреля 1849 года, перемещён Правителем Канцелярии Тагонрогского Градоначальника.
- 5 июня 1849 года, таганрогским Градоначальником назначен в должность Делопроизводителя Таганрогского Отделения Коммерческого Совета.
- За отлично-ревностную службу и особые труды по должности Старшего Чиновника Особых Поручений при Орловском Гражданском Губернаторе Всемилостливейше пожаловано ему из сумм Орловской Губернской Типографии 150 р. серебром.
- С 1849 года по 1854 год — Сементовский К. М., руководитель Канцелярии Таганрогского градоначальника, Екатеринославской губернии.
- 5 июня 1849 года, таганрогским Градоначальником назначен в должность Делопро-изводителя Тагонрогского Отделения Коммерческого Совета.
- За отлично-ревностную службу и особые труды по должности Старшего Чиновника Особых Поручений при Орловском Гражданском Губернаторе Всемилостливейше пожаловано ему, из сумм Орловской Губернской Типографии, 150 рублей.
- 1853 год, 18 марта — Сементовский К. М. независимо от должности правителя канцелярии, назначен членом Таганрогского Совета Приказа Общественного призрения и членом Таганрогского Попечительного Комитета о Тюрьмах, утверждён в этой должности Высочайшим приказом за № 54.
- 1854 года, 25 марта, по прошению Сементовского, он уволен от должности Правителя Канцелярии Тагонрогского Градоначальника и Делопроизводителя Тагонрогского Отделения Коммерческого Совета.
- 1854 года, 19 апреля, по прошению Сементовского Высочайшим приказом, отданным по гражданскому ведомству за № 166, он был уволен от должности Члена Совета Приказа, с мундиром.
- 1854 год (ориентировочно) — Сементовский К. М. сочетается в браке с Алфераки Анной Ильиничной. Вскоре, оставив службу в Таганроге, переехал в Петербург.
- 1855 года, 10 декабря, Высочайшим приказом по гражданскому ведомству 10-го Декабря 1855 г. № 238 Сементовский К. М. определён в Канцелярию Статс -Секретаря, Его Императорского Величества, по Принятию Прошений, на Высочайшее имя приносимых, на должность Старшего Помощника Производителя Дел.
- С 1855 года по 1873 год — Сементовский К. М. работает в Комиссии прошений Канцелярии Статс-Секретаря Его Величества.
- На 1856 год — Сементовский К. М., коллежский асессор, состоит на службе в канцелярии статс-секретаря, Его Императорского Величества по принятию прошений, на Высочайшее имя приносимых в качестве помощника производителя дел, старший исправляющий должность.
- 1857 года, 7 апреля, Высочайшим приказом по гражданскому ведомству 7-го Апреля 1857 г. за № 74, произведён, за отличие в Надворные Советники.
- 1858 год — Сементовский К. М. принимает предложение по управлению делами, образовавшейся 11 января 1858 года в С.-Петербурге «Амурской Компании», целью которой было развитие торговли и промышленности в Приамурском крае, посредством развития пароходства и связанных с ним промыслов и торговли в Приамурском крае, на Камчатке, а также в Японии и в Китае. «Амурская компания», учреждена была Бенардаки Д. Е. (русский грек, с которым Сементовский познакомился работая в Таганроге) и Рукавишниковым В. Е.
- С 1858 года по 1861 год — Сементовский К. М. управляет делами в Правлении Амурской компании, в С.-Петербурге.
- 1858 года, 22 августа, Всемилостливейше пожалован знак отличия за беспорочную службу в течение XV лет, с грамотой, за № 445.
- С 1 апреля 1861 г. определением Правительствующего Сената , 25 Мая 1861 г. произведён, за выслугу лет, в Коллежские Советники со старшинством.
- С 14 Мая по 10-е Сентября 1863 г. С разрешения Статс-Секретаря Князя Голицына исправлял должность Производителя Дел в Канцелярии Статс -Секретаря.
- 1863 года, 29 декабря, Высочайшим приказом по Канцелярии Статс-Секретаря у Принятия Прошений за № 12 утверждён в должности Старшего Помощника Производителя Дел.
- 1865 года, 29 Апреля Определением Правительствующего сената произведён, за выслугу лет, в Статские Советники со старшинством с 1 апреля 1865 года.
- На 1866 год — Сементовский К. М. коллежский советник, помощник производителя дел в экспедиции Комиссии прошений на высшее имя приносимых.
- 1868 года, 10 ноября, Высочайшим приказом по Статс-Секретариату по Принятию Прошений 10 Ноября 1868 г. за № 17 назначен Производителем Дел.
- 20 апреля 1869 года Высочайшим приказом по Статс-Секретариату по Принятию Прошений от 20 Апреля 1869 г. за № 1 произведён за отличие в Действительные Статские Советники.
- На 1869 год, 15 сентября, Сементовский К. М. производитель дел канцелярии Статс -Секретаря по принятию прошений на Высочайшее Имя приносимых с годовым жалованием в 2001 рубль 44коп. Имение его родовое : 870 десятин земли в Полтавской губернии, с населением в 176 Временнообязанных крестьян.
- На 1872—1873 годы Сементовский К. М. производитель дел канцелярии Статс -Секретаря по принятию прошений на Высочайшее Имя приносимых с годовым жалованием в 4200 рублей. Имение его родовое : 870 десятин земли в Полтавской губернии.
- 1873 год, 23 декабря — Сементовский К. М., действительный статский советник, производитель дел в Канцелярии статс-секретаря Его Величества, по его просьбе, по состоянию здоровья, был уволен со службы с назначением пенсии.
- 1875 год — Сементовский К. М. по высочайшему повелению, назначен одним из трёх опекунов по управлению имуществом и делами многомиллионного наследства Д. Е. Бе(р)нардаки, основная цель — избрание наследников.
- С 1875 года по 1902 год, Сементовский К. М. занимается частной службой вопросами наследства Д. Е. Бе(р)нардаки (С 1895 года Управляющий Делами по наследству Бенардаки, опекун. Контора называлась «Бенардаки».).
- 1891—1893 год — Сементовский — Курилло Анна Ильинична (жена Сементовского К. М.), является владелецей гостиницы «Северная», которая находится в С.-Петербурге по адресу Невский проспект, дом 118 . В 1892 году название гостиницы поменяли на «Большая Северная». В 1930 г. гостиница получила своё нынешнее название — «Октябрьская».
- 1902 год — Сементовский — Курилло К. М., умер в С.-Петербурге.

### Хронология прохождения ступеней табеля рангов
- С 1841года, 30 апреля, по 28 января 1846 года — Сементовский К. М.,Коллежский Регистратор.
- С 1848 года,29 января, по 1850 год — Сементовский К. М., коллежский секретарь.
- С 1850 года, 30 Мая, по 1853 год — Сементовский К. М. титулярный советник.
- С 1853 года,10 октября, по 1857 год — Сементовский К. М. коллежский асессор.
- С 1857 года, 7 апреля, по 1861 год — Сементовский К. М. надворный советник.
- С 1861 года по 1865 год — Сементовский К. М. коллежский советник.
- С 1865 года, 1 апреля, по 1869 год — Сементовский К. М. статский советник.
- С 1869 года, 20 апреля, по 1902 год — Сементовский К. М. действительный статский советник.

## Семья
- Отец — Сементовский Курилло Максим Филиппович, статский советник, полтавский дворянин, врач. Сементовскому-Курилло Максиму Филипповичу 21 марта 1830 года был пожалован диплом с гербом на дворянское достоинство.
- Брат — Сементовский Николай Максимович статский советник, русский и украинский писатель, археолог, историк.
- Брат — Сементовский Александр Максимович экономист-статистик, краевед, этнограф, археолог, общественный деятель, посвятивший значительную часть своей жизни изучению Витебского края.
- Жена — Сементовская-Курилло Анна Ильинична родилась около 1835 года, урождённая Алфераки, бракосочетание состоялось около 1854 года, до замужества проживала в Таганроге. Её отец Алфераки Илья Дмитриевич, титулярный советник в приказе общественного призрения Таганрогского градоначальства Екатеринославской губернии. Её брат Алфераки Константин Ильич, действительный статский советник, управляющий контрольной палатой Государственного контроля в Нижнем Новгороде.
- Сын — Сементовский-Курилло Николай Константинович родился в 1855 году.
- Сын — Сементовский-Курилло Митрофан Константинович, подполковник в отставке, петербургский домовладелец.
- Сын — Сементовский-Курилло Дмитрий Константинович — действительный статский советник, российский дипломат, директор Первого (Азиатского) департамента МИД, посланник в Болгарии.
- Дочь — Сементовская-Курилло Варвара Константиновна родилась в 1861 году, 11 сентября — умерла 8 ноября 1910 года в Лозане, Швейцария. Вышла замуж за российского дипломата Александра Ивановича Кояндер (Cojander).

## Награды
- 1848 — Высочайшее Благоволение.
- 1849 — единовременно 150 рублей.
- 1859 , 6 июня — Орден Святого Станислава 2-й степени.
- 1861, 10 мая — Орден Святого Станислава 2-й степени с Императорской короной.
- 1863, 26 марта — Орден Святой Анны 2-й степени.
- 1865, 4 апреля — Орден Святой Анны 2-й степени с Императорской короной.
- Орден Святого Владимира 4-й степени.
- 1867, 16 апреля — Орден Святого Владимира 3-й степени.
- 1871, 28 апреля — Орден Святого Станислава 1-й степени.
- 1873 — Высочайшее Благоволение.
- 1873 — 1000 руб., единовременно.
- Знак отличия беспорочной службы за 15 лет.
- Бронзовая медаль в память войны 1853—1856 годов на Андреевской ленте.

## Дворянство
- В 1830 году, 21 марта-Сементовскому-Курилло Максиму Филипповичу, коллежскому советнику, был пожалован диплом с гербом на дворянское достоинство, с внесением в 1-ю часть дворянской родословной книги.
- 1849год . Статский Советник Максим Сементовский-Курило, во исполнение указа из Правительствующего Сената, по Департаменту Герольдии, от 31 марта 1849 г. за № 2265, перенесён из 1-й в 3-ю часть дворянской родословной книги с сыновьями ; Николаем, Александром, Константином, Владимиром и дочерьми Ульяной и Екатериной.
- 1864 год, 9 апреля, для оформления дворянства детям Сементовского К. М. и законной жены его Анны, были выданы Метрические свидетельства, из С.-Петербургской Духовной Консистории, за № № 2311, 2312, 2313 и 2314, сыновьям: Николаю (род. в 1855 году), Митрофану (род.в 1857 г.), Дмитрию (род.в 1859 г.) и дочери Варваре (род.в 1861 г.)